# Jay Clayton (Anwalt)

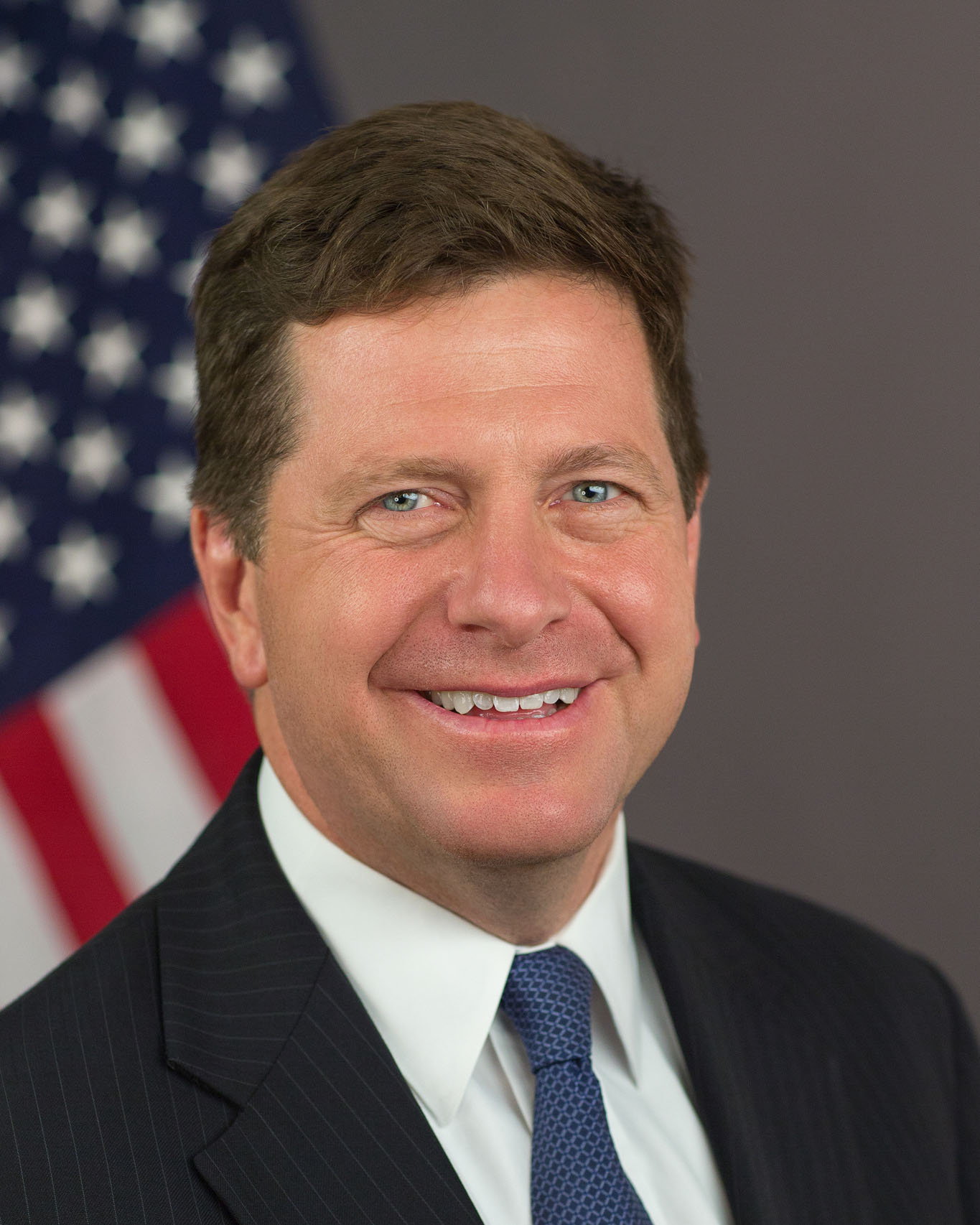
Jay Clayton (2017)

Walter J. „Jay“ Clayton ist ein US-amerikanischer Wirtschaftsanwalt und war vom 4. Mai 2017 an Vorsitzender der Securities and Exchange Commission. Er kündigte am 16. November 2020 an, mit dem Jahreswechsel den Posten verlassen zu wollen. Letztlich trat er am 23. Dezember 2020 offiziell zurück.
In seiner beruflichen Laufbahn lag sein Schwerpunkt auf Fusionen und Börsengängen. Er war bis zu seinem Eintritt in den Regierungsdienst Partner bei der Kanzlei Sullivan & Cromwell und bei mehreren großen Börsenprojekten federführend. So bereitete er unter anderem den Börsengang des Onlinehändlers Alibaba vor, war an dem Kauf von Anleihen der Investmentbank Lehman Brothers an die Großbank Barclays beteiligt und hatte für die Deutsche Bank als Anwalt gearbeitet.
Im Januar 2017 wurde bekannt, dass Donald Trump, zu diesem Zeitpunkt designierter Präsident der Vereinigten Staaten, Clayton als Vorsitzenden der US-Börsenaufsichtsbehörde Securities and Exchange Commission (SEC) vorgeschlagen hatte. Am 2. Mai 2017 erfolgte die Bestätigung des Senats. Seit dem 4. Mai 2017 war Clayton Vorsitzender der SEC. Er war damit der 32. Vorsitzende der Behörde und folgte auf Mary Jo White, die nach der Wahl Trumps ankündigte, ihr Amt mit dem Ende der Regierungszeit Obamas niederzulegen.
Justizminister William Barr erklärte am 19. Juni 2020 den Rücktritt des Bundesanwalts für Manhattan, Geoffrey Berman, und erklärte, US-Präsidenten Donald Trump wolle Clayton zu Bermans Nachfolger machen. Clayton wurde bei einer Anhörung im US-Repräsentantenhaus für seine Rolle bei der Absetzung von Berman kritisiert. Clayton sagte, es sei einzig und allein seine Idee gewesen, Bundesanwalt für Manhattan zu werden. Er erklärte, er wolle diese Position, weil er den „starken Wunsch habe, weiterhin im öffentlichen Dienst tätig zu sein“ und zu seiner in New York ansässigen Familie zurückkehren zu wollen.
Letztlich wurde allerdings die seit Juni 2020 kommissarisch amtierende Bundesanwältin für Manhattan, Audrey Strauss, von den Richtern des Distrikts zu Bermans Nachfolgerin gewählt.